# Advanced Passenger Train

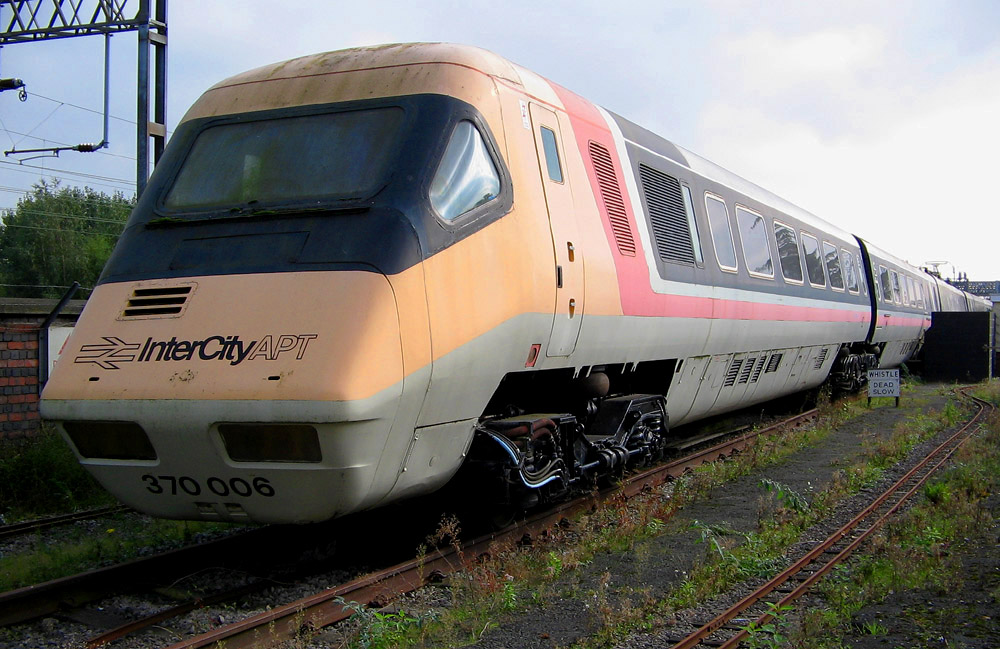
APT-P-Zug in Crewe im Oktober 2006

Die britischen Advanced Passenger Trains waren Personenzüge der British Rail (BR), die mit dem Ziel hoher Reisegeschwindigkeiten entwickelt wurden. Dabei sind zwei Unterarten zu unterscheiden: Zum einen existiert der APT-E (E für Experimental), der mit einer Gasturbine betrieben wurde und zum anderen der APT-P (P für Prototype), welcher elektrisch angetrieben wurde.

## Konzept der APT-Züge
Die Grundidee hinter den APT-Zügen war es, ohne hohe Kosten für Neubaustrecken deutliche Zeitgewinne zu erreichen, um auch bei Entfernungen über 300 Kilometern im Vergleich mit dem neu aufkommenden Flugzeug konkurrenzfähig zu bleiben. Das formulierte Zeitziel gegenüber den bestehenden Verbindungen lag bei etwa 50 %, dafür mussten die Triebzüge über eine Neigetechnik verfügen, die es ihnen erlaubte, schneller durch Kurven mit engen Radien zu fahren; außerdem wurden stark verbesserte Bremssysteme benötigt, um die alten Strecken ohne große Anpassungen des Signalsystems mit nun höherem Tempo zu durchfahren und dennoch rechtzeitig zum Stillstand zu kommen.

## APT-E

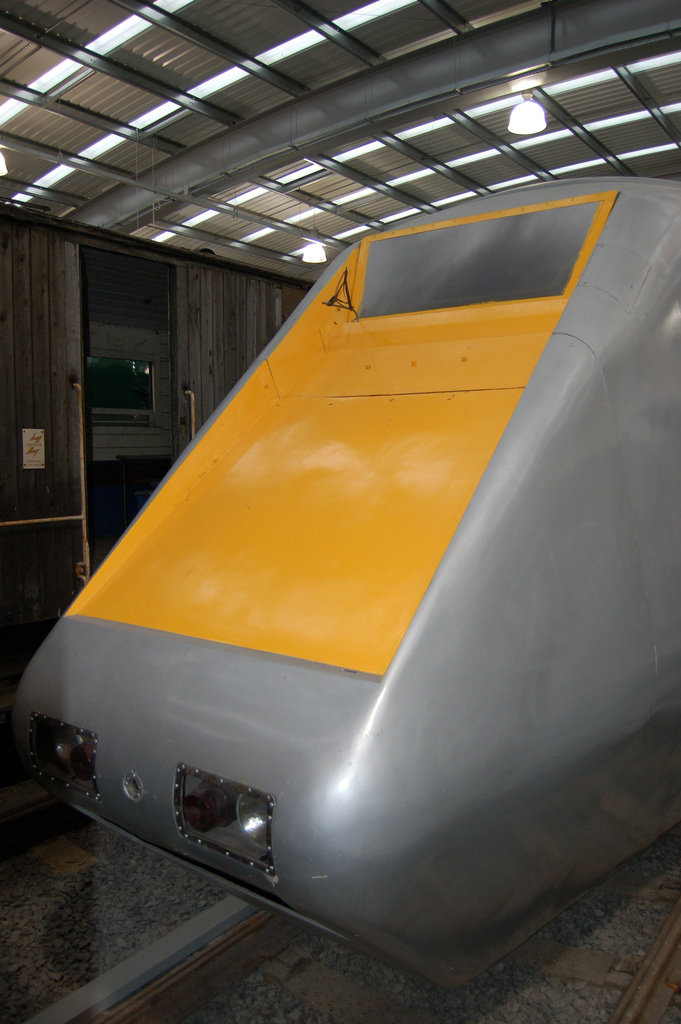
APT-E im Eisenbahnmuseum in Shildon

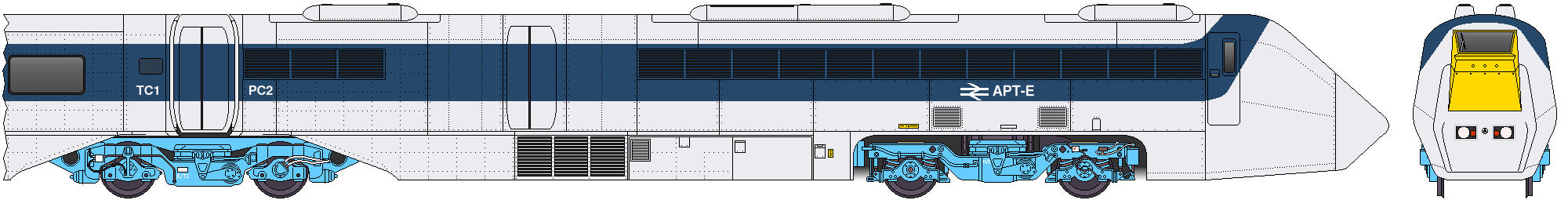
Triebkopf des APT-E

In den 1960er-Jahren verfolgte British Rail mit der Entwicklung des High Speed Train HST125 ein Konzept, welches erlaubte, auf bestehenden, nicht immer elektrifizierten Strecken mit relativ konventioneller, aber angepasster Technik hohe Geschwindigkeiten zu erreichen. 1967 fiel der Entschluss, ein noch deutlich moderneres Fahrzeug zu entwickeln und viele neue Techniken in einem Zug zu bündeln. Die daraus entstandene erste Generation des APT trägt den Zusatz E für Experimental.
An den Zugenden des APT-E befanden sich zwei Triebköpfe, dazwischen waren zwei Mittelwagen eingereiht. Der Zug verfügte über Wagenkästen aus Aluminium, Jakobs-Drehgestelle, Gasturbinen und eine Neigetechnik, die Neigungswinkel von bis zu 9° erlaubte und auf dem Prinzip basierte, dass sich die Neigung anhand der Neigung des vorausfahrenden Wagens berechnete. Die maximale Überhöhung der Wagenseiten betrug 400 mm.
1973 wurde nach einigen Verzögerungen der Bau einer ersten Einheit genehmigt, die 1975 der Öffentlichkeit vorgestellt wurde. Auf Versuchsfahrten erreichte das Fahrzeug eine Höchstgeschwindigkeit von 242 km/h und legte die 159 Kilometer lange, ursprünglich für geringere Geschwindigkeiten ausgelegte Strecke zwischen London und Leicester in unter einer Stunde zurück. Schon 1976 zogen die BR diesen Testzug von den Strecken ab; er war für eine Verwendung im echten Personenzugdienst ohnehin nicht vorgesehen, da die Passagierkapazität mit zwei Mittelwagen in einem ungünstigen Verhältnis zu der aufwendigen Antriebstechnik mit je vier Gasturbinen stand. Doch dank der ersten positiven Erfahrungen mit dem Konzept wurde die Weiterentwicklung als APT-P beschlossen.
Der äußerliche aufgearbeitete APT-E kann im Locomotion Museum in Shildon betrachtet werden.

## APT-P

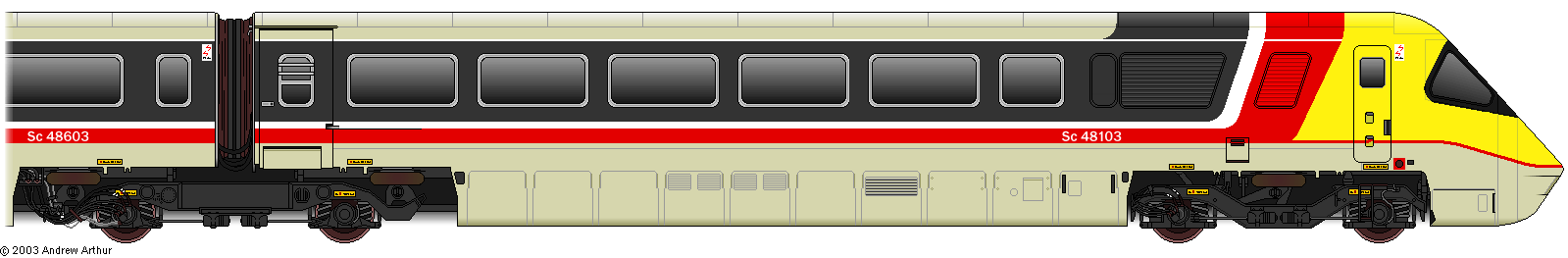
Steuerwagen des APT-P

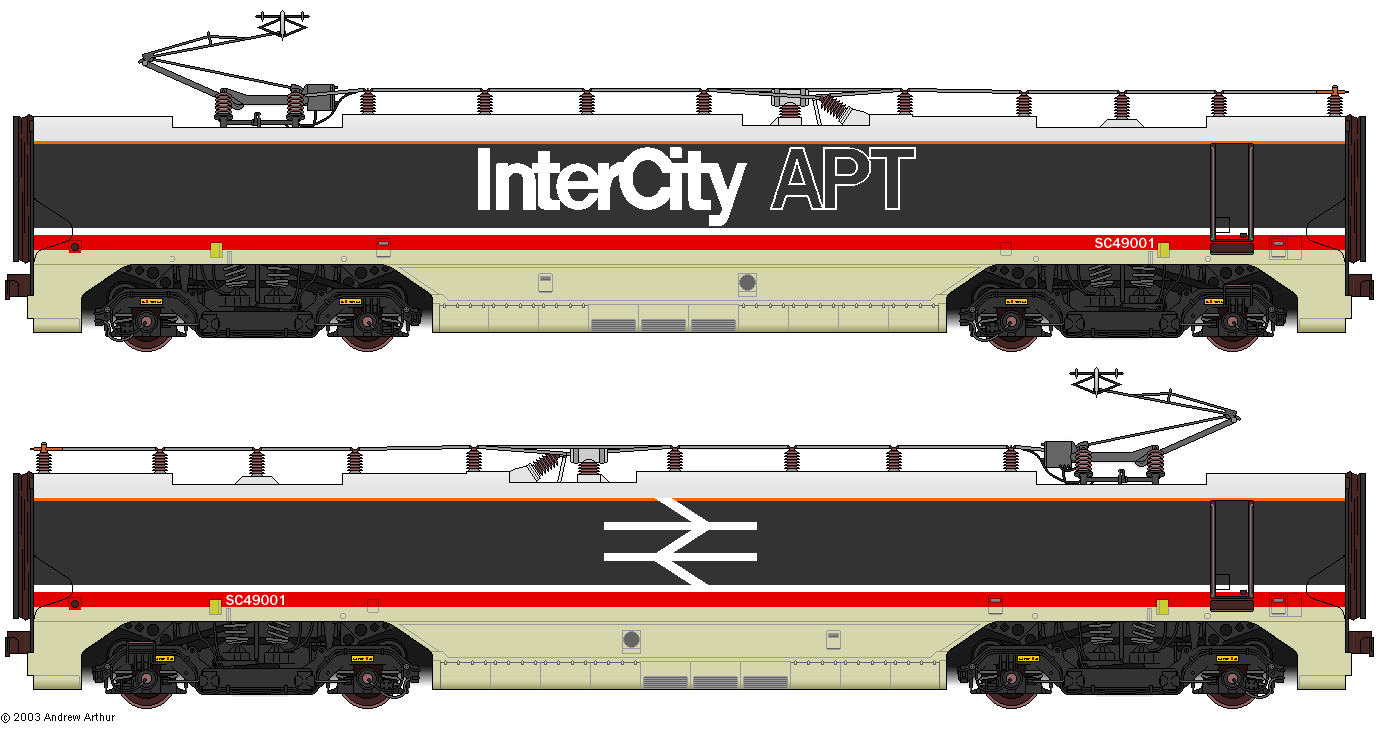
Motorwagen des APT-P

Der APT-P war eine elektrische Weiterentwicklung, begünstigt wurde seine Konzeption durch die hohen Ölpreise und die geringe Wirtschaftlichkeit der Gasturbinen. Als Linienstrecke wurde die West Coast Main Line mit der Relation London-Glasgow ausgesucht. Der Linienbetrieb sollte ursprünglichen Planungen zufolge 1977 mit vier vierzehnteiligen Zügen aufgenommen werden (2 Steuerwagen, 10 Sitzwagen und 2 Motorwagen).

### Technik
Um die Geschwindigkeit von 240 km/h auf den nicht dafür ausgelegten Strecken fahren zu können, musste neben der Neigetechnik, die aus dem APT-E übernommen wurde, auch die Bremsanlage angepasst werden. Dazu wurden neben den damals neuartigen Magnetschienenbremsen auch eigens entwickelte, hydro-kinetische Bremsen mit Wasserturbinen eingebaut, die einen Bremsweg von 1830 Metern von Höchstgeschwindigkeit zum Stillstand ermöglichten.
Besonderheit der APT-P ist die Reihung der Züge, es handelt sich eigentlich um zwei ständig miteinander verbundene Einheiten mit mittig liegenden Antriebswagen, von denen jeder APT-P zwei hatte. Es gab zwar eine Durchgangsmöglichkeit durch die Motorwagen, diese war jedoch für Fahrgäste verboten und so hatte jeder Zugteil den gleichen Anteil an Plätzen der 1. und 2. Klasse sowie ein eigenes Zugrestaurant. Außerdem wurde bedeutend mehr Personal benötigt. Erst eine Weiterentwicklung, die zwar geplant war, aber nie gebaut wurde, sollte Triebköpfe an den Zugenden haben und somit wirtschaftlicher sein. Nötig war der Schritt mit den zusammengehängten Motorwagen, da auf Grund der schlechten, weil schlaffen Oberleitung nur ein Stromabnehmer anliegen durfte. Ein einziger Triebkopf hätte jedoch nicht genügend Leistung aufbringen können, die steigungsreiche Strecke mit hoher Geschwindigkeit und 13 Eisenbahnwagen zu bewältigen.

### Einsatz
Die geplante Inbetriebnahme 1977 verschob sich aufgrund von technischen Problemen; erst Ende des Jahres 1979 stand ein Zug zur Testfahrt zur Verfügung, nachdem er ein Jahr zuvor fertiggestellt, gleich darauf jedoch bei 160 km/h entgleist war. Im Frühjahr 1980 wurde der dritte Zug fertiggestellt. Der offizielle Linienbetrieb sollte zunächst im Mai, dann im Oktober 1980 beginnen; nachdem aber noch Anlaufprobleme auftraten, zog sich die Inbetriebnahme bis zum 7. Dezember 1981 hin.
Der erste öffentliche Zug fuhr um 7:00 Uhr in Glasgow ab, erreichte eine Höchstgeschwindigkeit von ca. 240 km/h und benötigte etwa 4¼ Stunden für die Strecke bis London, wobei einige Passagiere über Übelkeit geklagt haben sollen. Am darauffolgenden Betriebstag richtete die Neigetechnik 6 Wagen des Zuges ruckartig aus der Neigung auf, was zu zerstörtem Geschirr im Restaurant des betroffenen Zugteiles führte. Am dritten Betriebstag blockierten die Bremsen eines APT-P, ein weiterer Zug musste in Crewe wegen starken Schneefalls seine Fahrt unterbrechen. Damit endete der planmäßige Einsatz von APT-P-Zügen drei Tage nach seinem Beginn. Der vierte bestellte Zug wurde nie gebaut, die restlichen drei Züge unternahmen noch bis in den Sommer 1986 Versuchsfahrten für neue Komponenten und wurden teilweise als Reserve für einige Intercity-Linien bereitgehalten, eine Rückkehr in den Plandienst war nicht mehr vorgesehen.

## Verbleib der Züge
- APT-E: der äußerlich aufgearbeitete Zug ist zu besichtigen im Eisenbahnmuseum von Shildon.
- APT-P: ein Motorwagen (in desolatem Zustand) ist ebenfalls in Shildon zu sehen. Im Museum von Crewe ist ein fast kompletter Zug zu sehen, Besonderheit ist die Demonstrationsmöglichkeit der Neigetechnik. Ein kompletter Zug wurde von der British Rail der Privatsammlung von Pete Waterman überlassen.